# Vomb
Vomb is een plaats in de gemeente Lund, in de Zweedse provincie Skåne län en het landschap Skåne. De plaats heeft 86 inwoners (2000) en een oppervlakte van 23 hectare.

## Straatnamen in de plaats
- Backavägen
- Björkbackevägen
- Bysjövägen
- Gamla byvägen
- Gamla skolvägen
- Klunkaborgsvägen
- Kyrkbacken
- Norra Vombsvägen
- Skogsbrynsvägen
- Södergårdsvägen
- Vombsvägen
- Västra Vombsvägen